# آتسوشی مارویاما (بازیگر)
آتسوشی مارویاما (انگلیسی: Atsushi Maruyama؛ زادهٔ ۱۱ ژوئن ۱۹۸۳) بازیگر اهل ژاپن است.